# Noyant-et-Aconin

Noyant-et-Aconin este o comună în departamentul Aisne din nordul Franței. În 1 ianuarie 2019 avea o populație de 495 de locuitori.